# اجناسيو فرنانديز
اجناسيو فرنانديز (بالإسبانية: Ignacio Fernández Rodríguez)‏ (12 فبراير 1980 أوفييدو إسبانيا - ) هو لاعب كرة قدم إسباني يلعب كمدافع.

## وصلات خارجية
- اجناسيو فرنانديز على موقع Soccerway.com (الإنجليزية)